# Kalle Jalkanen
Kalle Jalkanen   (Suonenjoki, 10 de maig de 1907 - Kirjasalo, 5 de setembre de 1941) va ser un esquiador finlandès, especialista en esquí de fons, que va competir durant la dècada de 1930.
El 1936 va prendre part en els Jocs Olímpics de Garmisch-Partenkirchen, on disputà dues proves del programa d'esquí de fons. Guanyà la medalla d'or en la prova dels relleus 4x10 quilòmetres, formant equip amb Klaes Karppinen, Matti Lähde i Sulo Nurmela. En la prova dels 18 quilòmetres fou dotzè.
En el seu palmarès també destaquen quatre medalles al Campionat del Món d'esquí nòrdic, dues de plata el 1937 i una d'or i una de bronze el 1938.
Morí en acció de guerra durant la Segona Guerra Mundial.